# 苏瓦西苏蒙莫朗西
苏瓦西苏蒙莫朗西（法語：Soisy-sous-Montmorency，法語發音：[swazi su mɔ̃mɔʁɑ̃si] ⓘ，意为“蒙莫朗西下方的苏瓦西”）是法国法兰西岛大区瓦兹河谷省的一个市镇，位于该省东部，属于萨塞勒区。

## 地理
苏瓦西苏蒙莫朗西（48°59'16"N, 2°17'59"E）面积3.98 平方千米，位于法国法蘭西島大區瓦兹河谷省，该省份为法国北部内陆省份，北起瓦兹省，西接厄尔省，南至塞纳-圣但尼省、上塞纳省和伊夫林省，东临塞纳-马恩省。
与苏瓦西苏蒙莫朗西接壤的市镇（或旧市镇、城区）包括：昂迪伊、昂甘莱班、欧博讷、蒙莫朗西、圣格拉蒂安。

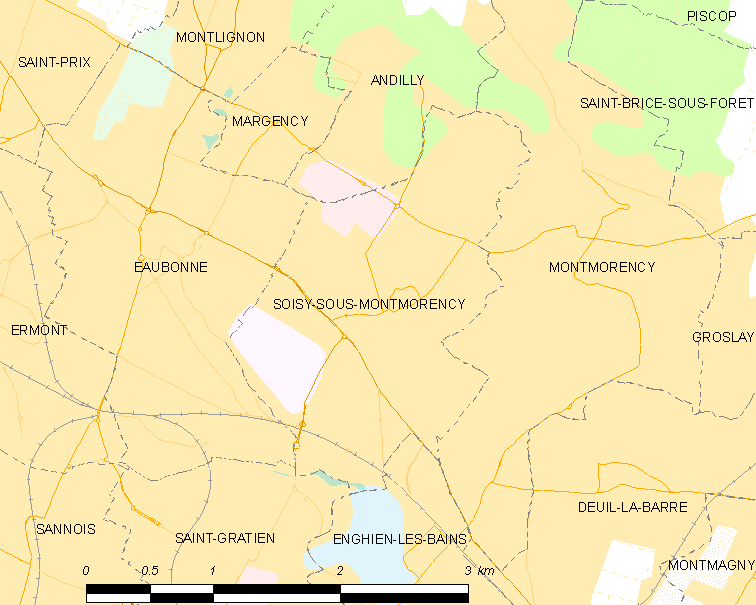
苏瓦西苏蒙莫朗西的OSM定位图

苏瓦西苏蒙莫朗西的时区为UTC+01:00、UTC+02:00（夏令时）。

## 行政
苏瓦西苏蒙莫朗西的邮政编码为95230，INSEE市镇编码为95598。

## 政治
苏瓦西苏蒙莫朗西所属的省级选区为蒙莫朗西县。

## 人口

1962-2008年间苏瓦西苏蒙莫朗西人口变化图示

苏瓦西苏蒙莫朗西于2022年1月1日时的人口数量为18068人。